# Zentralamerika- und Karibikspiele 2018/Leichtathletik – Weitsprung der Frauen

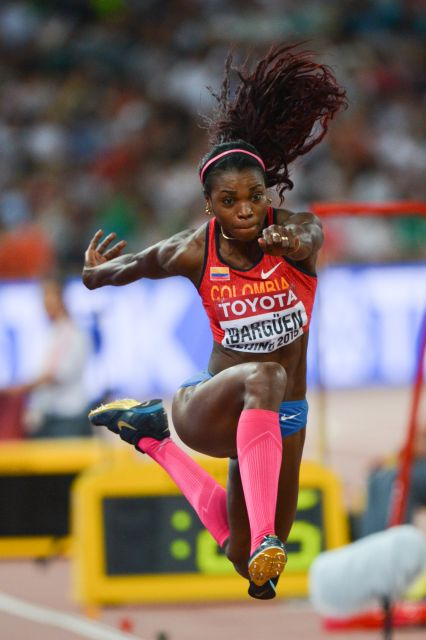
Die Siegerin Caterine Ibargüen (2015)

Der Weitsprung der Frauen bei den Zentralamerika- und Karibikspielen 2018 fand am 30. Juli im Estadio Metropolitano Roberto Meléndez in Barranquilla statt.
14 Athletinnen aus 12 Ländern nahmen an dem Wettbewerb teil. Die Goldmedaille gewann Caterine Ibargüen mit 6,83 m, Silber ging an Chantel Malone mit 6,52 m und die Bronzemedaille sicherte sich Alysbeth Félix mit 6,45 m.

## Rekorde
Vor dem Wettbewerb galten folgende Rekorde:
| Weltrekord        | Galina Tschistjakowa | 7,52 m | Leningrad, Sowjetunion                                     | 11. Juni 1988 |
| Rekord der Spiele | Rhonda Watkins       | 6,67 m | Zentralamerika- und Karibikspiele in Mayagüez, Puerto Rico | 30. Juli 2010 |

## Ergebnis
30. Juli 2018, 19:05 Uhr
| Platz | Athletin                | Land                         | 1. Versuch | 2. Versuch | 3. Versuch | 4. Versuch                                    | 5. Versuch                                    | 6. Versuch                                    | Weite (m) |
| ----- | ----------------------- | ---------------------------- | ---------- | ---------- | ---------- | --------------------------------------------- | --------------------------------------------- | --------------------------------------------- | --------- |
|       | Caterine Ibargüen       | Kolumbien                    | 6,56       | 6,51       | 6,46       | 6,74                                          | x                                             | 6,83                                          | 6,83 CR   |
|       | Chantel Malone          | Britische Jungferninseln     | 6,41       | x          | 6,34       | 6,51                                          | 6,35                                          | 6,52                                          | 6,52 SB   |
|       | Alysbeth Félix          | Puerto Rico                  | x          | x          | 6,20       | 6,45                                          | 6,12                                          | 6,40                                          | 6,45 =PB  |
| 4     | Jessamyn Sauceda        | Mexiko                       | x          | 6,15       | 6,44       | 6,20                                          | 6,43                                          | 6,38                                          | 6,44      |
| 5     | Natalie Aranda          | Panama                       | 4,43       | x          | 6,33       | 6,18                                          | 6,31                                          | 6,43                                          | 6,43      |
| 6     | Sandisha Antoine        | St. Lucia                    | x          | 6,28       | 6,04       | 6,23                                          | 6,29                                          | x                                             | 6,29      |
| 7     | Irisdaymi Herrera       | Kuba                         | 5,74       | x          | 6,20       | x                                             | 5,99                                          | 6,08                                          | 6,20      |
| 8     | Flor Álvarez            | Dominikanische Republik      | 6,19       | 6,16       | 6,10       | 6,04                                          | 6,10                                          | 6,10                                          | 6,19      |
| 9     | Daniella Sacama-Isidore | Martinique                   | x          | 6,19       | x          | nicht im Finale der besten acht Springerinnen | nicht im Finale der besten acht Springerinnen | nicht im Finale der besten acht Springerinnen | 6,19      |
| 10    | Thelma Nohemí Fuentes   | Guatemala                    | x          | 6,19       | x          | nicht im Finale der besten acht Springerinnen | nicht im Finale der besten acht Springerinnen | nicht im Finale der besten acht Springerinnen | 6,19      |
| 11    | Kala Penn               | Britische Jungferninseln     | 6,04       | 5,85       | x          | nicht im Finale der besten acht Springerinnen | nicht im Finale der besten acht Springerinnen | nicht im Finale der besten acht Springerinnen | 6,04 SB   |
| 12    | Paula Álvarez           | Kuba                         | 6,00       | x          | x          | nicht im Finale der besten acht Springerinnen | nicht im Finale der besten acht Springerinnen | nicht im Finale der besten acht Springerinnen | 6,00      |
| 13    | Wanetta Kirby           | Amerikanische Jungferninseln | 5,81       | 5,98       | 5,73       | nicht im Finale der besten acht Springerinnen | nicht im Finale der besten acht Springerinnen | nicht im Finale der besten acht Springerinnen | 5,98      |
| 14    | Ayanna Alexander        | Trinidad und Tobago          | 5,61       | 5,83       | 5,45       | nicht im Finale der besten acht Springerinnen | nicht im Finale der besten acht Springerinnen | nicht im Finale der besten acht Springerinnen | 5,83      |
|       | Tissanna Hickling       | Jamaika                      |            |            |            | nicht im Finale der besten acht Springerinnen | nicht im Finale der besten acht Springerinnen | nicht im Finale der besten acht Springerinnen | DNS       |

Zeichenerklärung:
– = Versuch ausgelassen, x = Fehlversuch